# Zoltán Kocsis
Zoltán Kocsis (30 de maio de 1952 - 6 de novembro de 2016) foi um pianista, maestro, e compositor húngaro.
Nascido em Budapeste, iniciou seus estudos musicais aos cinco anos de idade e continuou-os no Conservatório Béla Bartók em 1963, estudando piano e composição. Em 1968 foi admitido no Franz Liszt Academy of Music, onde foi aluno de Pál Kadosa e Ferenc Rados. 
Atuou junto das orquestras mais famosas do mundo, como a Chicago Symphony Orchestra, a Staatskapelle Dresden, a San Francisco Symphony Orchestra, a New York Philharmonic, a Philharmonia de Londres, a Wiener Philharmoniker.
Harold Schonberg, crítico americano, elogiou-o.
Kocsis gravou os seis volumes de piano Béla Bartók Mikrokosmos.
Nos últimos anos, assumiu o papel de maestro, da Orquestra Filarmônica Nacional da Hungria, onde era diretor musical.